# Joseph Krämer (Sportler)
Joseph Krämer (* 19. März 1879 in Ueckendorf, heute Gelsenkirchen; † 25. Juli 1946 in Gelsenkirchen-Buer) war ein deutscher Leichtathlet, Tauzieher und Turner.
Krämer nahm bei den Olympischen Zwischenspielen 1906 in Athen an Leichtathletik- und Tauziehen- und Turnwettbewerben teil. Während er sich im Hochsprung nicht platzieren konnte, erreichte er im Turnen den siebten Platz im Fünfkampf und den zwölften Platz im Sechskampf. Im Riegenturnen belegte er mit der deutschen Riege den fünften Platz. Zusammen mit Wilhelm Born, Willy Dörr, Karl Kaltenbach, Wilhelm Ritzenhoff, Heinrich Rondi, Heinrich Schneidereit und Julius Wagner siegte er im Tauziehen nach einem Finalsieg gegen die gastgebenden Griechen.
Bei den Olympischen Spielen 1908 trat Krämer nur im Turnen an, erreichte aber im Siebenkampf keine Platzierung unter den besten 20.
Joseph Krämer startete für den TV Ueckendorf. Er arbeitete zuerst als Bergmann, dann als Hauer und schließlich als Schießmeister auf der Zeche Holland.